# Due ragazzi e un leone
Due ragazzi e un leone (Napoleon and Samantha) è un film avventuroso per famiglie del 1972, diretto da Bernard McEveety ed interpretato da Michael Douglas, Johnny Whitaker e Jodie Foster.
In Italia il film è arrivato molto tempo dopo l'uscita americana, trasmesso in televisione su Rai 1 il 29 maggio 1988. La copertina dell'edizione italiana in VHS reca la grafia Due ragazzi e... un leone.

## Trama
L'orfano undicenne Napoleone (Napoleon in originale) vive con suo nonno. I due prendono con sé un leone di nome Major quando incontrano per caso un vecchio clown che, in procinto di tornare in Europa, non può portarlo con sé. Il vecchio leone ha i denti guasti e beve solo latte, così i suoi nuovi padroni lo sistemano nel pollaio perché faccia la guardia alle galline. Quando il nonno di Napoleone muore di vecchiaia, il ragazzo chiede a Danny, uno studente neolaureato che cerca un lavoro, di aiutarlo a seppellire suo nonno sulla collina dietro casa. Non avendo garanzie sul proprio futuro, Napoleone se ne va da casa assieme al leone, a un gallo e alla sua amica di otto anni Samantha per cercare Danny, che fa anche il pastore di capre sui monti, ed evitare di essere rinchiuso in un orfanotrofio.
Durante il loro viaggio, i due bambini devono far fronte a molti pericoli. Napoleone per poco non precipita da una rupe, ma Major lo tira su con la corda che lo lega. Devono guadare un fiume, cosa a cui Major tenta di sottrarsi, poiché la maggior parte dei felini non ama l'acqua. Un coguaro attacca il gallo di Napoleone, ma Major grazie alle sue maggiori dimensioni sconfigge facilmente l'altro felino e lo costringe su un albero. Mentre Napoleone si è allontanato per cercare da mangiare s'imbatte in un orso nero americano che lo fa retrocedere al luogo dove Samantha sta riposando con Major. All'inizio Major è troppo stanco e vuole solo dormire mentre Samantha cerca disperatamente di svegliarlo, ma non appena il  leone sente il ruggito dell'orso, si alza sulle zampe per affrontare il suo avversario e protegge i ragazzi. Siccome la taglia dell'orso è molto più vicina a quella di Major di quella del puma, i due animali combattono forsennatamente, ma Major riesce comunque a vincere e mettere in fuga l'orso.
I bambini trovano poi Danny, che li accoglie nella sua baracca con la speranza di convincere Napoleone che gli orfanotrofi non siano così da disprezzare. Danny lascia i ragazzi con un uomo di nome Mark Pierson e cerca la famiglia di Samantha per avvisarla che si trovano da lui, ma viene arrestato e accusato di aver rapito i bambini. Alla stazione di polizia, Danny nota una foto segnaletica di Mark che lo indica come un pericoloso psicopatico, e fugge per mettere in salvo i ragazzi. Ruba una motocicletta e viene inseguito dalla polizia fino alla sua baracca, dove il ricercato viene ritrovato e arrestato.
Mentre la situazione sta tornando alla normalità, Napoleone prende con sé Major e tenta di scappare per andare a vivere con gli indiani, ma Danny lo raggiunge e gli spiega che essi non vivono più in quelle montagne e che dovrà fidarsi della società degli adulti e accettare l'accomodamento che Major resti con Danny. Napoleone accetta e torna alla baracca.

## Produzione
Si trattò del secondo film sceneggiato da Stewart Raffill, supervisore degli animali reinventatosi sceneggiatore e regista. Vendette il copione alla Disney e  lavorò al film come supervisore degli animali e produttore.
Molte delle riprese avvennero a John Day, nello stato americano dell'Oregon.
La Foster fu ferita da un leone controfigura usato sul set del film e ne conserva ancora le cicatrici sulla schiena e all'altezza dello stomaco. "Stavo camminando davanti a lui. Aveva un guinzaglio invisibile, una specie di filo armonico. Non gli piaceva che fossi lenta, mi prese e tenendomi per un fianco mi scosse come una bambola". "Ero scioccata e pensai che si trattasse di un terremoto. Mi voltai e vidi l'intera troupe che correva nella direzione opposta. L'addestratore allora disse 'Mollala' e il leone aprì la bocca e mi mollò." L'incidente la lasciò con l'ailurofobia.